# Бењо (Жиронда)
Бењо (фр. Baigneaux) насеље је и општина у југозападној Француској у региону Аквитанија, у департману Жиронда која припада префектури Лангон.
По подацима из 2011. године у општини је живело 353 становника, а густина насељености је износила 44,51 становника/km². Општина се простире на површини од 7,93 km². Налази се на средњој надморској висини од 68 метара (максималној 90 m, а минималној 32 m).

## Демографија
| 1962. | 1968. | 1975. | 1982. | 1990. | 1999. | 2011. |
| ----- | ----- | ----- | ----- | ----- | ----- | ----- |
| 176   | 185   | 153   | 160   | 221   | 245   | 353   |

График промене броја становника у току последњих година